# Chelonus scabrosus
Chelonus scabrosus är en stekelart som beskrevs av Szepligeti 1896. Chelonus scabrosus ingår i släktet Chelonus och familjen bracksteklar. Utöver nominatformen finns också underarten C. s. szepligetii.